# Benetutti
Benetutti település Olaszországban, Szardínia régióban, Sassari megyében. Lakosainak száma 1686 fő (2023. január 1.). Benetutti Bono, Bultei, Nule, Nuoro, Oniferi, Orani, Orune, Pattada és Orotelli községekkel határos.

## Népesség
A település népességének változása:

| 2018 | 1 819 |
| 2023 | 1 686 |